# اول پارکر
اولیور پارکر (انگلیسی: Oliver Parker؛ زادهٔ ۲ ژوئن ۱۹۶۹) نویسنده، کارگردان فیلم و تهیه‌کننده اهل بریتانیا است. او نویسنده و کارگردان فیلم موزیکال ماما میا! دوباره شروع کنیم (۲۰۱۸) است.

## فیلم‌شناسی
| سال  | عنوان                                  | نقش                       | توضیحات |
| ---- | -------------------------------------- | ------------------------- | ------- |
| ۲۰۰۰ | تصادف بود                              | نویسنده                   |         |
| ۲۰۰۵ | تصور کن من و تو                        | کارگردان، نویسنده         |         |
| ۲۰۱۱ | بهترین هتل عجیب مریگولد                | نویسنده                   |         |
| ۲۰۱۲ | الان خوبه                              | کارگردان، نویسنده         |         |
| ۲۰۱۵ | دومین هتل فوق‌العاده شگفت‌انگیز ماریگولد | نویسنده                   |         |
| ۲۰۱۸ | ماما میا! دوباره شروع کنیم             | کارگردان، نویسنده         |         |
| ۲۰۲۱ | پسری که کریسمس نامیده شد               | نویسنده، تهیه‌کنندهٔ اجرایی |         |
| ۲۰۲۲ | بلیت بهشت                              | کارگردان، نویسنده         |         |